# Rui Campos
Rui Campos o Rui (São Paulo, 2 d'agost de 1922 - São Paulo, 2 de gener de 2002) fou un futbolista brasiler de la dècada de 1940.

## Trajectòria
Com a futbolista defensà els colors dels clubs Bonsucesso, Fluminense, Bangu, São Paulo i Palmeiras. També jugà amb la selecció del Brasil el Mundial de 1950. En total jugà 30 partits amb la selecció entre 1944 i 1950.